# Sevara Eshmuratova
Sevara Eshmuratova (ur. 1 sierpnia 1994) – uzbecka zapaśniczka walcząca w stylu wolnym. Zajęła dwunaste miejsce na mistrzostwach świata w 2019. Dwunasta na igrzyskach azjatyckich w 2018. Piąta na mistrzostwach Azji w 2014, 2017 i 2020. Brązowa medalistka halowych igrzysk azjatyckich w 2017 roku.